# Feiertage in Island
In Island bestehen die im Folgenden aufgeführten Feiertage:

## Gesetzliche Feiertage
Diese Feiertage sind arbeitsfrei (bzw. Läden sind eingeschränkt geöffnet) und gelten landesweit:
| Feiertag (Deutsch)         | Feiertag (Isländisch)        | Datum                                |
| -------------------------- | ---------------------------- | ------------------------------------ |
| Neujahr                    | Nýársdagur                   | 1. Januar                            |
| Gründonnerstag             | Skírdagur                    | Ostersonntag -3 Tage                 |
| Karfreitag                 | Föstudagurinn langi          | Ostersonntag -2 Tage                 |
| Ostersonntag               | Páskadagur                   | nach dem ersten Vollmond im Frühling |
| Ostermontag                | Annar í páskum               | Ostersonntag +1 Tag                  |
| Sommeranfang               | Sumardagurinn fyrsti         | erster Donnerstag nach dem 18. April |
| Tag der Arbeit             | Hátíðisdagur Verkamanna      | 1. Mai                               |
| Christi Himmelfahrt        | Uppstigningardagur           | Ostersonntag +39 Tage                |
| Pfingstsonntag             | Hvítasunnudagur              | Ostersonntag +49 Tage                |
| Pfingstmontag              | Annar í hvítasunnu           | Ostersonntag +50 Tage                |
| Nationalfeiertag           | Íslenski þjóðhátíðardagurinn | 17. Juni                             |
| Freier Tag für Angestellte | Verslunarmannahelgi          | 1. Montag im August                  |
| Heiliger Abend             | Aðfangadagur                 | 24. Dezember                         |
| Weihnachten                | Jóladagur                    | 25. Dezember                         |
| Weihnachten                | Annar í jólum                | 26. Dezember                         |
| Silvester                  | Gamlárskvöld                 | 31. Dezember                         |

Andere Feiertage in Island
| Feiertag (Deutsch)        | Feiertag (Isländisch)  | Datum                                        |
| ------------------------- | ---------------------- | -------------------------------------------- |
| Dreikönigstag             | Þrettándinn            | 6. Januar                                    |
| "Ehemanntag"              | Bóndadagur             | zwischen dem 19. und 25. Januar              |
| "Frauentag"               | Konudagur              | 18. Februar                                  |
| Rosenmontag               | Bolludagur             | Ostersonntag -48 Tage                        |
| Faschingsdienstag         | Sprengidagur           | Ostersonntag -47 Tage                        |
| Aschermittwoch            | Öskudagur              | Ostersonntag -46 Tage                        |
| Palmsonntag               | Pálmasunnudagur        | Ostersonntag -7 Tage                         |
| Muttertag                 | Mæðradagurinn          | zweiter Sonntag im Mai                       |
| "Seemannstag"             | Sjómannadagurinn       | erster Sonntag im Juni, nicht Pfingstsonntag |
| Winteranfang              | Fyrsti vetrardagur     | Sonnabend nach dem 21. Oktober               |
| "Isländische Sprache Tag" | Dagur íslenskrar tungu | 16. November                                 |
| "Heiliger Þórlák Tag"     | Þorláksmessa           | 23. Dezember                                 |